# تپه کلگه
تپه کلگه مربوط به دوره ساسانیان - سده‌های اولیه دوران‌های تاریخی پس از اسلام است و در شهرستان چرداول، بخش شیروان، ۱ کیلومتری غرب روستای چم شیر واقع شده و این اثر در تاریخ ۷ اسفند ۱۳۸۶ با شمارهٔ ثبت ۲۱۲۷۷ به‌عنوان یکی از آثار ملی ایران به ثبت رسیده است.